# اورالی اتوموتیو
اورالی اُتوموتیو (به انگلیسی: O'Reilly Automotive) که نام دیگر آن اورالی اُتوپارت‌س می‌باشد. مرکز اصلی این شرکت در ایالت میزوری ایالات متحده آمریکا می‌باشد و مجموعه‌ای از فروشگاه‌های زنجیره‌ای فروش تمامی لوازم اتوموبیل، از لوازم و محصولات شویندهٔ خودرو تا قطعات مکانیکی است که در ابتدا با افتتاح یک فروشگاه در ایالت میزوری امریکا در سال ۱۹۵۷ میلادی شروع به فعالیت کرد.